# Vepris nitida
Vepris nitida là một loài thực vật có hoa trong họ Cửu lý hương. Loài này được (Baker) I. Verd. miêu tả khoa học đầu tiên năm 1926.